# Quelli degli altri tutti qui
Quelli degli altri tutti qui (2006) è un album in studio di Claudio Baglioni in cui il cantautore si fa interprete e ripropone con nuovi arrangiamenti (a volte anche modificando i testi originali) brani degli anni sessanta.

## Tracce
- Testi e Musiche: Pagani, Prestipino, Lamorgese, Endrigo, Satti, Mogol, Virano, Conte, Pallavicini, Pennati, Gaber, Monti, Paoli, Bindi, Calabrese, Canfora, Wertmuller, Soffici, Lusini, Migliacci, Tenco, Jannacci, Fo, Fiorentini, Cumax, Sbriccoli, Del Monaco, Zambrini, Bacalov, Greco, Pes, Meccia, De André, Donaggio, Angiolini, Rapetti, Bardotti, Battisti, Modugno, Morricone, De Chiara, Costanzo, Reverberi, De Scalzi, Di Palo, D'Adamo.
- Arrangiamenti: Claudio Baglioni, Luigi Lombardi d'Aquino, Gianfranco Lombardi, Paolo Gianolio, Luis Bacalov,

### Disco 1
1. Cinque minuti e poi (Herbert Pagani, Arturo Prestipino, Guido Lamorgese)
2. Io che amo solo te (Sergio Endrigo)
3. Una lacrima sul viso (Mogol, Roberto Satti)
4. Insieme a te non ci sto più (Paolo Conte, Michele Virano, Vito Pallavicini)
5. Non arrossire (Maria Monti, Giorgio Gaber)
6. Che cosa c'è (Gino Paoli)
7. Arrivederci (Giorgio Calabrese, Umberto Bindi)
8. Fortissimo (Antonio Amurri, Bruno Canfora)
9. Cento giorni (Mogol, Piero Soffici)
10. Il mio mondo (Umberto Bindi)
11. C'era un ragazzo che come me amava i Beatles e i Rolling Stones (Franco Migliacci, Mauro Lusini)
12. Un giorno dopo l'altro (Luigi Tenco)
13. Vengo anch'io. No, tu no (Enzo Jannacci, Dario Fo, Fiorenzo Fiorentini)
14. L'ultima occasione (Jimmy Fontana, Tony Del Monaco, Ruggero Cini)
15. Il nostro concerto (Giorgio Calabrese, Umberto Bindi) Versione moderna

### Disco 2
1. Se non avessi più te (Franco Migliacci, Bruno Zambrini, Luis Bacalov)
2. Il mondo (Gianni Boncompagni, Jimmy Fontana, Carlo Pes)
3. Amore che vieni, amore che vai (Fabrizio De André)
4. Io che non vivo (Pino Donaggio)
5. Le strade di notte (Giorgio Gaber)
6. Canzone per te (Sergio Bardotti, Sergio Endrigo)
7. Emozioni (Lucio Battisti, Mogol)
8. Lontano, lontano (Luigi Tenco)
9. Senza fine (Gino Paoli)
10. La canzone dell'amore perduto (Fabrizio De André, Georg Philipp Telemann)
11. Nel blu dipinto di blu (Domenico Modugno, Franco Migliacci)
12. Vedrai vedrai (Luigi Tenco)
13. Se telefonando (Ennio Morricone, Maurizio Costanzo, Ghigo De Chiara)
14. Una miniera (Vittorio De Scalzi, Nico Di Palo e Giorgio D'Adamo)
15. Il nostro concerto (Giorgio Calabrese, Umberto Bindi), versione sinfonica

## Formazione
- Claudio Baglioni - voce e pianoforte
- Danilo Rea - pianoforte
- Paolo Gianolio - chitarra e basso
- Gavin Harrison - batteria
- John Giblin - basso
- Maurizio Pica, Massimo Aureli - chitarra classica
- Laura Marzadori - violino
- Andrea Tofanelli - tromba
- Davide Ghidoni - tromba e flicorno
- Massimo Zanotti - trombone
- Gabriele Bolognesi - sax e flauto
- Orchestra Roma Sinfonietta
- Orchestra dei Colori
- Czech National Symphony Orchestra

## Classifiche

### Classifiche settimanali
| Classifica (2006) | Posizione massima |
| ----------------- | ----------------- |
| Italia            | 1                 |

### Classifiche di fine anno
| Classifica (2006) | Posizione |
| ----------------- | --------- |
| Italia            | 15        |